# Conjecture d'Oppermann
En mathématiques, la conjecture d'Oppermann est un problème non résolu sur la distribution des nombres premiers. Elle est étroitement liée, en étant plus forte, aux conjectures de Legendre, d'Andrica et de Brocard. Elle est nommée d'après le mathématicien danois Ludvig Oppermann, qui l'a posée en 1882.

## Énoncé
La conjecture stipule que, pour chaque entier x > 1, il y a au moins un nombre premier entre 
x(x − 1) et x2,
et au moins un autre premier entre 
x2 et x(x + 1).
Elle peut être exprimée de manière équivalente en indiquant que la fonction de compte des nombres premiers doit prendre des valeurs inégales aux extrémités de chaque intervalle. C'est-à-dire:
π(x2 − x) < π(x2) < π(x2 + x) pour x > 1
avec π(x) étant le nombre de nombres premiers inférieur ou égal à x.

## Conséquences
Si la conjecture est vraie, alors la taille de l'écart serait de l'ordre de
{\displaystyle g_{n}<{\sqrt {p_{n}}}\,}.
Cela signifie également qu'il y aurait au moins deux premiers entre x2 et (x + 1)2 (un entre x2 et x(x + 1) et l'autre entre x(x + 1) et (x + 1)2), renforçant la conjecture de Legendre selon laquelle il y a au moins un nombre premier entre x2 et (x + 1)2. Cela impliquerait aussi la véracité de la conjecture de Brocard selon laquelle il y a au moins quatre nombres premiers entre les carrés de nombres premiers impairs consécutifs. De plus, cela impliquerait que les plus grands écarts possibles entre deux nombres premiers consécutifs pourraient être au plus proportionnels au double de la racine carrée des nombres, comme le stipule la conjecture d'Andrica.
La conjecture implique également qu'au moins un premier peut être trouvé dans chaque quart de la révolution de la spirale d'Ulam.

## Statut
Même pour les petites valeurs de x, les nombres de nombres premiers dans les rangs données par la conjecture sont beaucoup plus grands que 1, fournissant des preuves solides que la conjecture est vraie. Cependant, la conjecture d'Oppermann n'a pas été prouvée en 2018.